# Ženská ctnost
Ženská ctnost je opera o jednom dějství českého skladatele Jiřího Smutného na libreto Iva T. Havlů podle dvou povídek z renesanční sbírky Dekameron italského spisovatele Giovanniho Boccaccia. Premiéru opery uvedlo 31. prosince 1960 Divadlo Zdeňka Nejedlého v Ústí nad Labem.

## Vznik, charakteristika a historie
Skladatel Jiří Smutný působil od roku 1956 jako korepetitor v Národním divadle a od konce 50. let se začal intenzivně věnovat opernímu žánru. Jeho prvním dílem v tomto oboru se stala opera na téma několika povídek z Boccaccia, která původně nesla názvy Očarovaná hrušeň a Když dva dělají totéž, aby nakonec byla uvedena pod názvem Ženská ctnost. Nastudovalo ji operní a baletní divadlo v Ústí nad Labem a celovečerní program tvořila společně s baletem Vůl na střeše (Bœf sur le toit) francouzského skladatele Daria Milhauda; obě díla dirigoval sám Jiří Smutný.
Kritické ocenění Smutného operní prvotiny nebylo příznivé. Muzikolog Vilém Pospíšil v časopise Hudební rozhledy sice obecně uvedení nové opery dosud neznámého skladatele divadlu pochválil, domníval se však, že dílo bylo přeceněno. Už prý „sám námět vyvolává oprávněné pochybnosti“, dějově je Havlůovo libreto „i na komickou aktovku trochu chudé“, je to „špatná trojúhelníková zápletka bez motivace a s pochybným happyendem. Vtipného není na tom nic.“ Skladateli přiznal „hodně talentu pro jeviště“; domníval se, že Smutného „hudba není sice ani slohově jednotná ani zvlášť osobitá, ale neztrácí nikde dech; dovede být i vtipná (smuteční pochod) i karikovat (parodická árie mnicha). Naproti tomu se zas někdy dostává do rozporu s tím, co se děje na jevišti, když se tváří opravdově tam, kde jde zřejmě o parodii (milostná scéna mezi Beatricí a sluhou), jinde opět není víc než hudbou scénickou.“ Smutný se podle Pospíšila inspiroval nedávno provedenými Žvanivým slimejšem Jiřího Pauera, Operou z pouti E. F. Buriana a Polapenou nevěrou Otmara Máchy a „přílišnou závislostí na několika slohově diametrálně od sebe odlišných vzorech zabředl do slohových rozporů ve vlastním díle“. Podle Pospíšila byla Ženská ctnost „víc prohra než úspěch“. Negativně se vyjadřovala i krátká zpráva v Divadelních novinách: „Trochu křečovité legrace na jevišti a chlad v orchestrální prohlubni nemohl vzbudit sympatii k dílu, jež vzniklo z dobré snahy pobavit publikum.“
Kritickému a diváckému ocenění Ženské ctnosti neprospělo ani to, že i nastudování Vola na střeše bylo kritizováno jako nezdařilé a nad schopnosti ústeckého souboru. S lepším výsledkem se Smutný setkal u své následující hudebně-dramatické práce pro ústecké divadlo, dětského fantastického baletu Dva dny na Měsíci, a ve své následující opeře Dalskabáty, hříšná ves pro Československou televizi.

## Osoby a první obsazení
| osoba                   | hlasový obor | premiéra (31. prosince 1960)            |
| ----------------------- | ------------ | --------------------------------------- |
| Beatrice                | mezzosoprán  | Růžena Kohoutová / Libuše Prylová       |
| Signore Montano         | baryton      | Stanislav Hejduček / Roman Horák        |
| Mnich                   | bas          | Ilja Prokop / Vladimír Zapletal         |
| Giuseppe                | tenor        | Jiří Pavlíček / Luděk Löbl              |
| Catarina                | soprán       | Hana Böhmová / Jarka Pařízková-Mládková |
| Dirigent: Jiří Smutný   |              |                                         |
| Režie: Ladislav Štros   |              |                                         |
| Scéna: Karel Rendl      |              |                                         |
| Kostýmy: Marcel Pokorný |              |                                         |

## Děj opery
Starý signore Montano má za choť mladou a náruživou manželku Beatrici. Ta sice odolává dvoření chlípného mnicha, zamilovala však do manželova sluhy Giuseppeho. Vzkazuje mu svou lásku po služce Catarině, ale Giuseppe je opatrný. Myslí-li to paní Beatrice se svou přízní vážně, musí splnit tří úkoly: zabít Montanova oblíbeného krahujce, vytrhnout mu z brady hrst vousů a vyrvat zdravý zub. Lstivé a důvtipné Beatrici se podaří oba úkoly splnit a Giuseppe je jí po vůli.
Beatrice s manželem sedí v zahradě pod hrušní a Giuseppa poslali do její koruny natrhat ovoce. Ten začne seshora vykřikovat, aby Montano a Beatrice nechali necudného miliskování takto před ním. Manželé ovšem jen klidně sedí, a proto má pán sluhu za blázna, ale zdá se, že hrušeň je očarovaná: Beatrice a Giuseppe ho pošlou na strom, aby se sám přesvědčil. A skutečně, kdykoli Montano vyleze na strom, vidí Beatrici a Giuseppa dole vášnivě se objímat, ale když sleze, vše je v pořádku. Montano se omlouvá choti i sluhovi za bezdůvodná podezření, zato vinnou hrušeň dá pokácet.